# 石川裕二
石川 裕二（いしかわ ゆうじ、1948年1月9日 - ）は、日本の生物学者。もと放射線医学総合研究所上席研究員。

## 概要
東京都出身。東北大学理学部を卒業後、千葉大学医学部助手を経て、1985年から1992年まで琉球大学医学部、助教授。1992年からは、放射線医学総合研究所、上席研究員。この間、日本医科大学などの非常勤講師（神経解剖学）。モデル生物メダカを対象として、脳・神経の形態発生学、遺伝学について研究し、メダカの脳構造と、その放射線照射などによる発生異常について明らかにした。2004年放射線医学総合研究所業績表彰。また、同研究所の田口泰子によって開発された、近交系メダカの保存・提供事業を行った。2008年定年により退職。2008年から2012年まで放射線医学総合研究所、専門業務員。2012年から神経生物学研究室（私設）、室長。2012年から2018年まで上智大学理工学部、非常勤講師。

## 主要な著書と訳書
- ラリー・スワンソン著、石川裕二訳「ブレイン・アーキテクチャ」、2010年、東京大学出版会、ISBN 978-4-13-060308-9
- 石川裕二著「メダカで探る脳の発生学」、2018年、恒星社厚生閣、ISBN 978-4-7699-1631-4 C3045
- 石川裕二著「哺乳類の卵　発生学の父、フォン・ベーアの生涯」、2019年、工作舎、ISBN 978-4-87502-508-5
- Yuji Ishikawa, Naoyuki Yamamoto, Hanako Hagio「Brain Development of Medaka Fish: A New Concept of Brain Morphogenesis in Vertebrates」、2022年、Springer、ISBN 978-981-19-4323-2、ISBN 978-981-19-4324-9 (eBook)
- 石川裕二著「科学と賢治と宗教と　“知・情・意”を生きる」、2024年、工作舎、ISBN 978-4-87502-567-2